# Celso Emilio Ferreiro
Celso Emilio Ferreiro Míguez (Celanova, 6 de enero de 1912-Vigo, 30 de agosto de 1979) fue un escritor y político español.

## Biografía
Originario de una familia acomodada y galleguista. En 1932, con 20 años, organizó junto a Xosé Velo Mosquera, entre otros, las «Mocedades Galeguistas de Celanova» y participó en la formación de la Federación de Mocedades Galeguistas en 1934. En enero de 1933, la organización publicó el periódico Adiante (del que sólo se publicó un número).
Poco después fue procesado por un artículo publicado en Guieiro, revista que él mismo dirigió.
Al estallar la guerra civil, fue llamado a filas, con los jóvenes de su quinta, por el bando franquista y destinado al frente de Asturias. Terminada la guerra en Asturias, fue enviado a Transmisiones en Oviedo.
Estando de permiso en Celanova, criticó en una tasca al nuevo régimen y una vecina lo denunció ante las autoridades, por lo que pasó cuatro días y tres noches en una celda del monasterio de San Rosendo. El gobernador militar de Ourense ordenó su ejecución, que no se llevó a cabo gracias a influencias familiares.
Comenzó posteriormente a estudiar Derecho, pero no lo terminó. Opositó y consiguió el cargo de secretario y luego titular de justicia en la Agencia Tributaria de Pontevedra, donde trabajó entre 1941 y 1950. En este período escribió poemas, cuentos y artículos y se integró en la vida cultural de la ciudad, frecuentando los salones de reuniones de los cafés Carabela e Imperial, entre otros.
En octubre de 1949 obtuvo el título de procurador de los tribunales y en septiembre de 1950 se trasladó a Vigo para ejercer como tal. Desde entonces publicó habitualmente en el periódico Faro de Vigo, donde mantuvo diversas columnas hasta 1964. La más conocida fue la titulada La jaula de los pájaros raros. La publicación del poemario Longa noite de pedra (1962) le consolidó como el heredero del legado de Manuel Curros Enríquez. Un año después de la publicación de Longa noite de pedra fundó, junto con el escritor Xosé Luis Méndez-Ferrín y otros intelectuales gallegistas la Unión do Povo Galego.
En 1966 emigró a Venezuela, lo llamaron «aventura migratoria» pero, la salida hacia América respondió, en realidad, a la única posibilidad que le quedó tras sentir muy de cerca la persecución de las fuerzas represivas del franquismo. Lo cuenta muy claramente en una carta personal dirigida a Camilo Díaz en la que  explicó por qué aceptó el cargo de activista cultural dentro de la «Hermandad Gallega de Caracas», allí colaboró con la Hermandad, fundó el Patronato da Cultura Galega, y trabajó en el gabinete del presidente Rafael Caldera. Gracias a su iniciativa se graba y se edita en Caracas en 1970 el primer álbum musical en gallego, Galicia canta, donde además de ser el autor de varias de las letras y de la presentación del disco con su seudónimo de Arístides Silveira, él mismo actúa con Xulio Formoso tocando el pandeiro.
Al volver de Venezuela se instaló en Madrid, donde trabajó como periodista. En 1977 fue candidato al Senado por el Partido Socialista Galego, pero no resultó elegido. Escribió en castellano y gallego, destacando en la poesía en gallego, de hondo contenido social. Fue su poesía la que le dio la fama de gran escritor. 

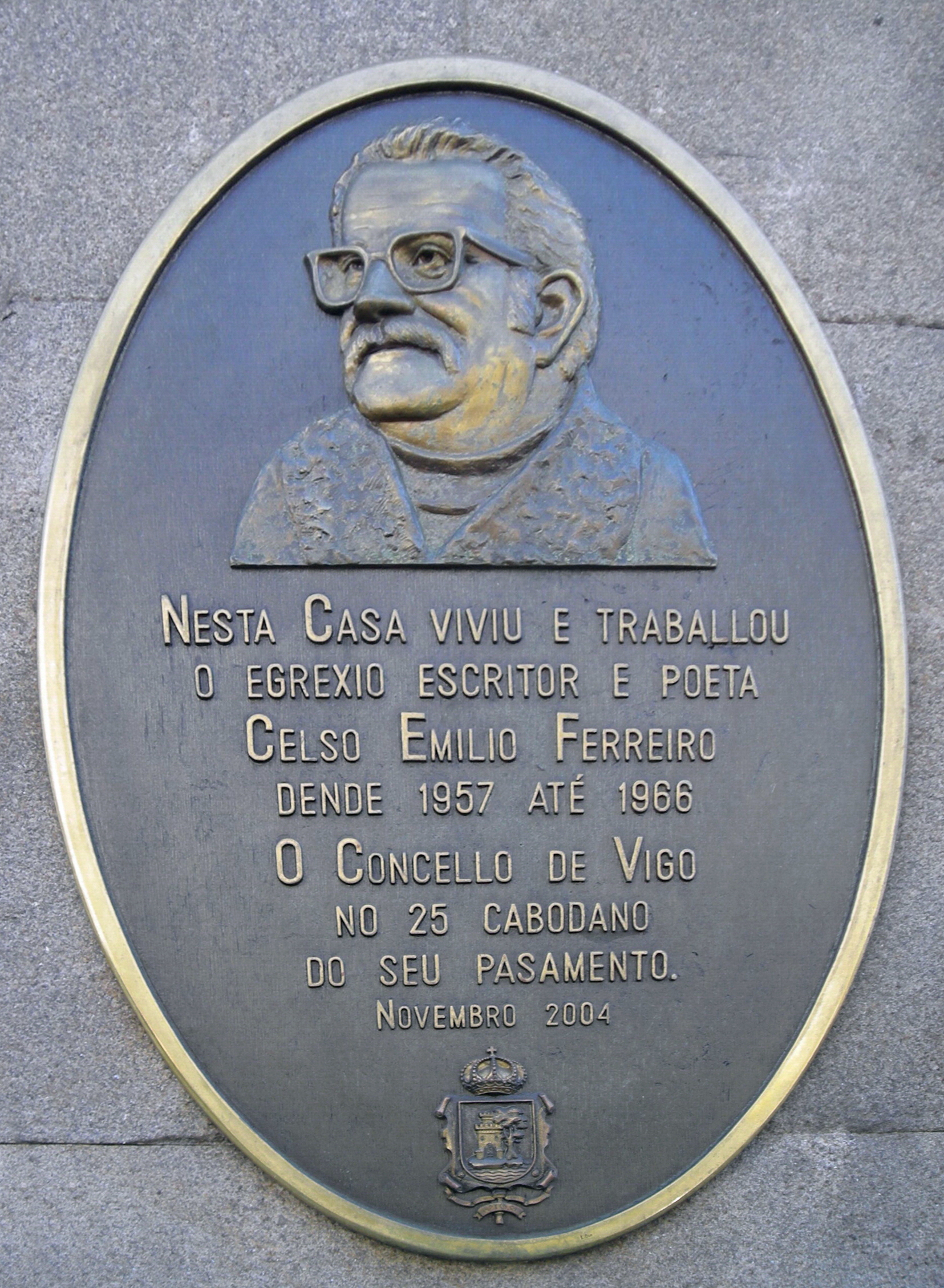
Placa en Vigo

## Fallecimiento
Falleció en Vigo el 31 de agosto de 1979, a los sesenta y siete años.

## Homenaje
Le fue dedicado el Día de las Letras Gallegas en 1989.

## Crítica
Su etapa inicial, representada por Cartafol de poesía (1935), presenta resonancias posmodernistas, dentro de la tradición de los movimientos gallegos de vanguardia. Con O soño sulagado (1954) se consagró como un poeta de gran habilidad formal.
En su libro siguiente, Longa noite de pedra (1962), se propuso recuperar el realismo social de la poesía gallega de su tiempo, lo que lo convirtió en el poeta civil de Galicia. Basándose en una línea satírica y combativa que tiene como precedente inmediato a C. Enríquez, Ferreiro adoptó un acento de protesta, acritud y despiadado sarcasmo, con versos ácidos y directos que sirvieron de inspiración y guía a numerosos poetas gallegos de los años sesenta.
Celso Emilio Ferreiro se declaró seguidor de una tradición beligerante y de una corriente de denuncia dentro de la lírica creada en su idioma. De su desacuerdo con la Galicia de la diáspora nació Viaxe ao país dos ananos (1968), un virulento ataque contra los emigrantes enriquecidos que explotaban a sus paisanos en América. El tono burlesco está presente en Cimiterio privado (1973), mientras que Terra de ningures (1969) se compone de estampas del exilio y de la recreación nostálgica del paisaje perdido.
El último volumen de poemas publicado en vida del autor fue Onde o mundo se chama Celanova (1975), en el que predomina la visión melancólica del paso del tiempo en la existencia del poeta. Por su importancia fundamental y por su trayectoria, su papel en la poesía gallega de posguerra fue comparado con el que desempeñaron Salvador Espriu en la catalana o Blas de Otero y Gabriel Celaya en la castellana.
En prosa escribió A frontera infinida (1972) y A taberna do galo (1978), y en castellano escribió libros de versos, entre los que destaca Antipoemas (1972), y la biografía de Curros Enríquez (1954), dedicada al poeta Manuel Curros Enríquez, que fue, junto con Rosalía de Castro, una de las figuras fundamentales en el renacimiento de las letras gallegas.

## Obra

### Selección

#### Poesía
- Cartafol de poesía (1935)
- O sono sulagado (1954)
- Longa noite de pedra (1962)

#### Narrativa
- A fronteira infinida (1972)
- A taberna do galo (1978)

## Premio
- Premio de la Crítica en poesía gallega (1976) por Onde o mundo chamase Celanova.[11]